# Quartetto d'archi

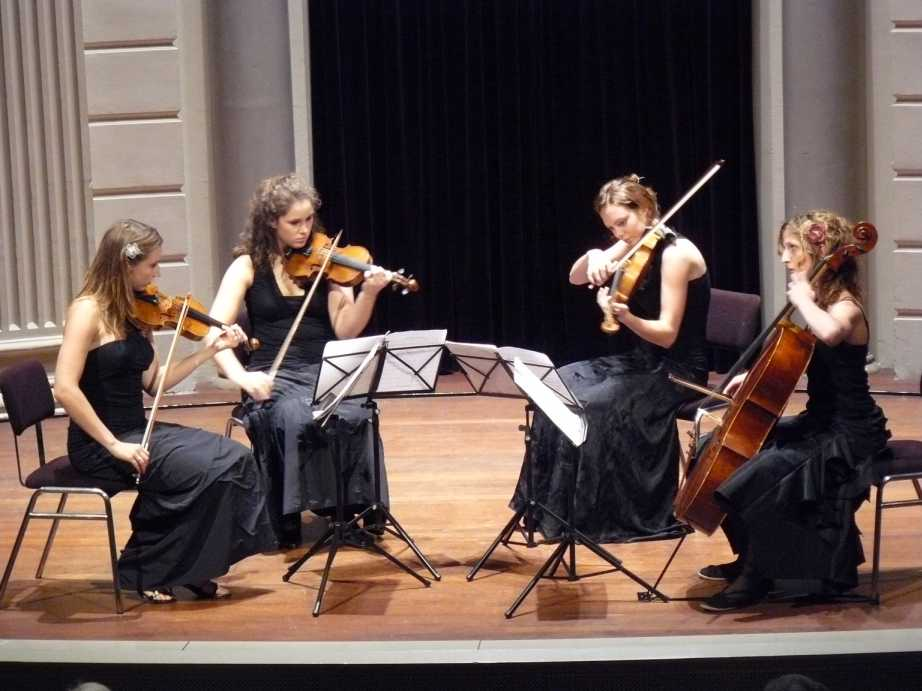
Il quartetto d'archi Allegra al Concertgebouw (Amsterdam)

Il quartetto d'archi è un gruppo strumentale composto da quattro strumenti ad arco, solitamente due violini, una viola e un violoncello. Una composizione scritta per il medesimo organico prende il nome di quartetto per archi.

## Storia
Come forma, il quartetto si sviluppa nel quadro dello stile galante e sotto l'influenza del divertimento verso la metà del XVIII secolo. Ha come origine il raggruppamento degli strumenti a corda in seno all'orchestra, lasciando i contrabbassi doppiare i violoncelli. Karl Stamitz e François-Joseph Gossec separano i loro quartetti in due categorie: quelli da suonare con quattro strumenti e quelli che debbono essere suonati da un'orchestra... 
Luigi Boccherini (autore di 91 quartetti) è stato recentemente riconosciuto quale padre, insieme a Franz Joseph Haydn (autore di 68 quartetti), del moderno quartetto d'archi. Sin dalle sue prime composizioni di questo genere si notano la perizia di scrittura, la parità di importanza fra le quattro voci e il deciso ruolo concertante del violoncello, strumento del quale egli era un abile virtuoso. In effetti la struttura che poi diverrà "canonica" in quattro movimenti non viene sempre rispettata nel corpus di quartetti boccheriniani: molti sono in tre tempi, alcuni (che egli chiama "quartettini" per l'edizione a stampa) in due. Ciò è probabilmente spiegabile con il relativo isolamento in cui Boccherini si trovò a operare per buona parte della sua vita: la Madrid della seconda metà del Settecento era ai margini dell'Europa, musicalmente parlando; tale condizione gli consentì da un lato di sperimentare in completa autonomia, dall'altro non gli offrì riferimenti quartettistici importanti con cui confrontarsi, almeno fino all'ultima parte della sua vita.
Nel periodo del classicismo viennese, con Haydn, Wolfgang Amadeus Mozart (autore di 23 quartetti) e Ludwig van Beethoven (autore di 16 quartetti), il quartetto diviene il genere più in voga nel repertorio della musica da camera. La struttura sposa d'ora in avanti un modello destinato a tradursi in un canone formale, benché messo ripetutamente in discussione (ad esempio nell'opera 131 di Beethoven). Un quartetto classico è solitamente strutturato nella seguente maniera.
- 1º movimento: un tempo in forma-sonata.
- 2º movimento: un adagio, che può avere la forma musicale di un lied, di un movimento lento, di tema e variazioni o una semplice struttura A-B-A.
- 3º movimento: un minuetto con trio, oppure uno scherzo (che venne introdotto da Beethoven).
- 4º movimento: un rondò nelle sue varie forme.

Altri importanti compositori di quartetti del periodo classico furono soprattutto musicisti di area germanica, come Carl Ditters von Dittersdorf, Franz Anton Hoffmeister, Johann Baptist Vanhal, Ignaz Pleyel, Adalbert Gyrowetz e Anton Wranitzky. I loro quartetti rispecchiavano spesso lo stile del parigino quatuor concertant (quartetto concertante). Anche gli ultimi tre quartetti mozartiani, i "quartetti prussiani" (K. 575, 589 e 590, scritti per Federico Guglielmo II di Prussia) riflettono questo spirito: nel frontespizio della prima edizione a stampa (1793) sono addirittura definiti konzertante Quartetten. Nei prussiani, Mozart scrive una parte molto impegnativa e ricca di passi preminenti per il violoncello (probabilmente per compiacere il sovrano prussiano, che suonava tale strumento), bilanciandola con l'aggiunta di parti altrettanto impegnative per la viola e il secondo violino. In Russia, Anton Ferdinand Titz scrive dei quartetti in stile viennese estremamente apprezzati dai contemporanei.
Il successo del quartetto d'archi si basa su aspetti sonori e sociologici. Il contrappunto con quattro parti permette di far sentire tutte le armonie senza superflui raddoppi. Il quartetto permette inoltre una grande omogeneità di timbro e l'equivalenza delle voci nel lavoro di contrappunto.
Il quartetto è fortemente apprezzato dai compositori romantici, come Franz Schubert (autore di 15 quartetti). Resta sinonimo di sforzo, concentrazione e rigore. Durante tutto il XIX secolo è una specificità tedesca e, in minima parte (soprattutto verso la fine del secolo), anche francese. Esistono anche eccezioni, come ben testimonia la presenza di 14 quartetti nel catalogo di Antonín Dvořák. Beninteso, i compositori segnati dall'estetica wagneriana del Gesamtkunstwerk (opera d'arte totale), dalla musica a programma (Hector Berlioz e Franz Liszt), oppure dal cromatismo e dalla potenza orchestrale di Wagner (Gustav Mahler) si disinteressano totalmente del quartetto come stile musicale.
Ovvio dire che, nel dibattito che oppone, durante la seconda metà del XIX secolo, i sostenitori della musica assoluta (ad esempio Eduard Hanslick e Johannes Brahms) ai difensori della musica a programma (Liszt e il suo circolo di Weimar). Il quartetto d'archi rappresenta, per i primi, il genere nobile per eccellenza: l'ascolto di un quartetto sarebbe sinonimo di contemplazione delle forme musicali per ciò che sono, in opposizione a un ascolto che verrebbe guidato da un programma poetico.
All'inizio del XX secolo il quartetto è, per alcuni compositori (Claude Debussy, Leos Janacek, Alexander v. Zemlinsky, Arnold Schönberg, Alban Berg, Anton Webern, Maurice Ravel e Béla Bartók), analogo alla sperimentazione, alla tappa nella ricerca di un ideale in campo di composizione musicale, a tal punto che il critico musicale Dominique Jameux parla di "laboratorio delle forme". Il quartetto di Gabriel Fauré (scritto nel 1924) è l'opera di un musicista desideroso di ultimare la sua lunga carriera di compositore con un capolavoro di purezza ed ascetismo. Si tratta in questi ultimi casi di opere essenzialmente isolate anche se di un'importanza spesso capitale nella storia della musica.
Al contrario, Darius Milhaud (autore di 18 quartetti), Heitor Villa-Lobos (autore di 17 quartetti), e soprattutto Dmitrij Šostakovič (autore di 15 quartetti), hanno contribuito, per l'importanza e la qualità del loro lavoro, a rinnovare la tradizione di questa forma musicale.
In Italia hanno apportato un significativo contributo alla letteratura per quartetto i musicisti Gian Francesco Malipiero e Giacinto Scelsi. Va infine ricordato il quartetto per archi op.1 del celeberrimo pianista canadese Glenn Gould.
La generazione del dopoguerra tenta un rinnovamento del quartetto (Olivier Messiaen con il suo Quartetto per la fine del tempo, per violino, violoncello, clarinetto e pianoforte, composto mentre era internato in un campo prigionieri in Slesia durante la seconda guerra mondiale; Pierre Boulez con il suo Livre pour quatuor à cordes, scritto nel 1948) prima di relegarlo tra i pezzi da museo dei generi musicali appartenenti a un passato oramai remoto.
Le generazioni seguenti, segnate dal postmodernismo, si reinteressano al genere, preoccupandosi di dialogare con la storia e di riannodare con la tradizione. Se György Ligeti ed Elliott Carter fanno da precursori in questo campo, Helmut Lachenmann in Germania, Brian Ferneyhough in Gran Bretagna, Philippe Fénelon e Philippe Hersant in Francia, ognuno per la propria strada, sembrano non voler più derogare alla regola secondo la quale ogni compositore affermato deve misurarsi con un genere reputato difficile.